# Революційні збройні сили (Куба)
Революційні збройні сили (РЗС) (ісп. Fuerzas Armadas Revolucionarias, FAR) Куби — це регулярна армія Куби. Вона була створена на основі повстанській армії, яка скинула диктатуру Фульгенсіо Батісти, після збройного повстання, яке відбувалося з 2 грудня 1956 року до 1 січня 1959 року. РЗС офіційно засновані 2 грудня 1961 року.
Конституція Куби 2019 року встановлює, що Президент Республіки Куба очолює Верховний Штаб РЗС та визначає його загальну структуру.

## Склад
Структура управління РЗС починається з керівної ролі головного командира. З часів повстанської армії до 24 лютого 2008 р. цю посаду займав Фідель Кастро. У даний час цю функцію виконує генерал армії Рауль Кастро, після того, як того ж дня був призначений президентом Республіки Куба.
РЗС складається з чотирьох основних регулярних формувань:
- Армія (сухопутні війська), колишня Повстанська армія.
- Революційний військово-морський флот (MGR).
- Революційні повітряні та протиповітряні сили (DAAFAR).
- Молодіжна армія праці (EJT).

Доповнюється нерегулярними силами:
- Ополчення територіальних військ (MTT). Наступники національних революційних ополчень. Складається з батальйонів та полків у провінціях та муніципалітетах.
- Виробничо-оборонні бригади (BPD). Націлені на внесок у розвиток виробничих потужностей країни у воєнний час. Поділяються на зони оборони (понад 2000 по всій країні) та виробничі чи навчальні центри.

РЗС структурно розділені на три армії, штабам яких підпорядковані всі військові частини, розташовані на цих територіях. Аналогічно, у кожній провінції створено Військовий Регіон на чолі з Генеральним Провінційним Штабом.
- Західна армія
- Центральна армія
- Східна армія

Четверта військова група, Молодіжна Армія Праці (EJT), об'єднує підрозділи, мобілізовані до виробничих завдань, як правило, сільськогосподарських, але які отримують першу військову підготовку.
Крім того, РЗС керує Цивільною Обороною Куби (запобігання стихійним лихам) та Національним Інститутом Державних Резервів (INRE) (контролює резерви під час війни та надзвичайних ситуацій по всій країні).